# José Luis Bilbao Menchaca
José Luis Bilbao Menchaca (Erandio, 8 de septiembre de 1921-28 de enero de 2014) fue un futbolista español que jugaba como delantero.

## Trayectoria
Inició su carrera profesional en la S. D. Erandio Club, desde donde pasó al Atlético de Bilbao en 1941. Allí debutó oficialmente el 12 de octubre de ese año en un encuentro ante el Real Madrid C. F. disputado en el estadio de San Mamés que finalizó con el resultado de 1-0. Se mantuvo en el club durante diez años, hasta la campaña 1950-51, y ganó seis títulos: cuatro Copas del Generalísimo, una Liga y una Copa Eva Duarte. Además, logró quince goles en un total de sesenta y nueve partidos disputados. Su último encuentro fue el 22 de octubre de 1950 frente al R. C. D. Español. En 1951 fue contratado por el Real Gijón, donde terminó su carrera deportiva dos campañas después.

## Clubes
| Club               | País   | Año       |
| ------------------ | ------ | --------- |
| S. D. Erandio Club | España | 1939-1941 |
| Atlético de Bilbao | España | 1941-1951 |
| Real Gijón         | España | 1951-1953 |

## Palmarés

### Campeonatos nacionales
| Título                | Club               | País   | Año  |
| --------------------- | ------------------ | ------ | ---- |
| Liga española         | Atlético de Bilbao | España | 1943 |
| Copa del Generalísimo | Atlético de Bilbao | España | 1943 |
| Copa del Generalísimo | Atlético de Bilbao | España | 1944 |
| Copa del Generalísimo | Atlético de Bilbao | España | 1945 |
| Copa del Generalísimo | Atlético de Bilbao | España | 1950 |
| Copa Eva Duarte       | Atlético de Bilbao | España | 1950 |